# Vargas Aviation
Vargas Aviation était une compagnie aérienne régionale française basée sur l'ancien aéroport de Saint Brieuc - Ploufragan dans le département des Côtes-du-Nord (aujourd'hui Côtes-d'Armor) effectuant du transport de fret et des liaisons aériennes en affrètement.

## Histoire

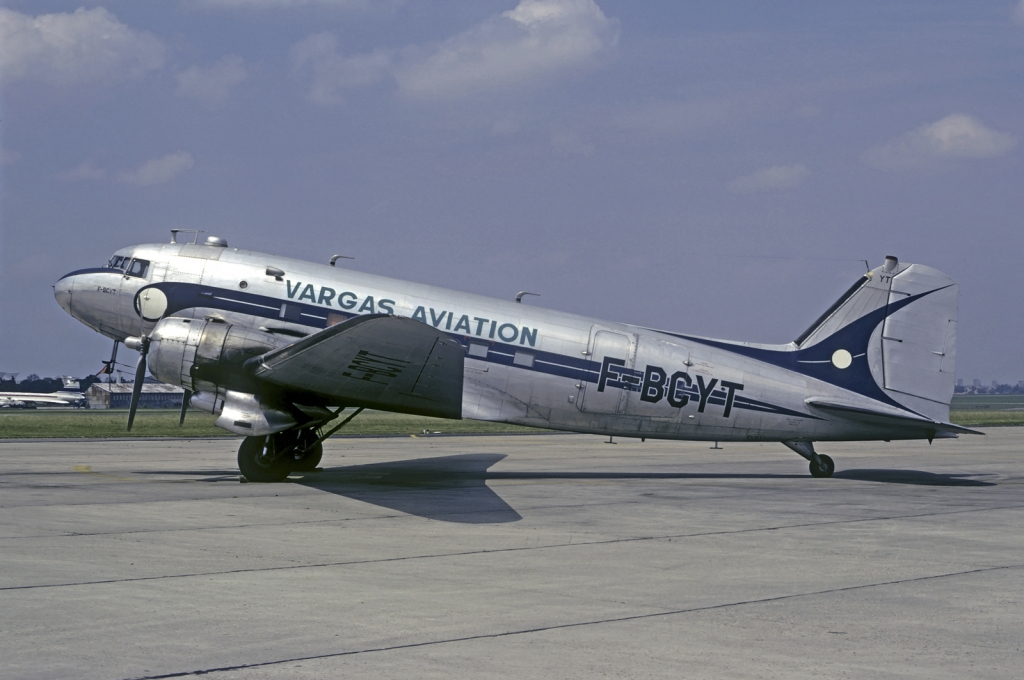
DC-3 F-BCYT Vargas Aviation au Bourget en décembre 1974

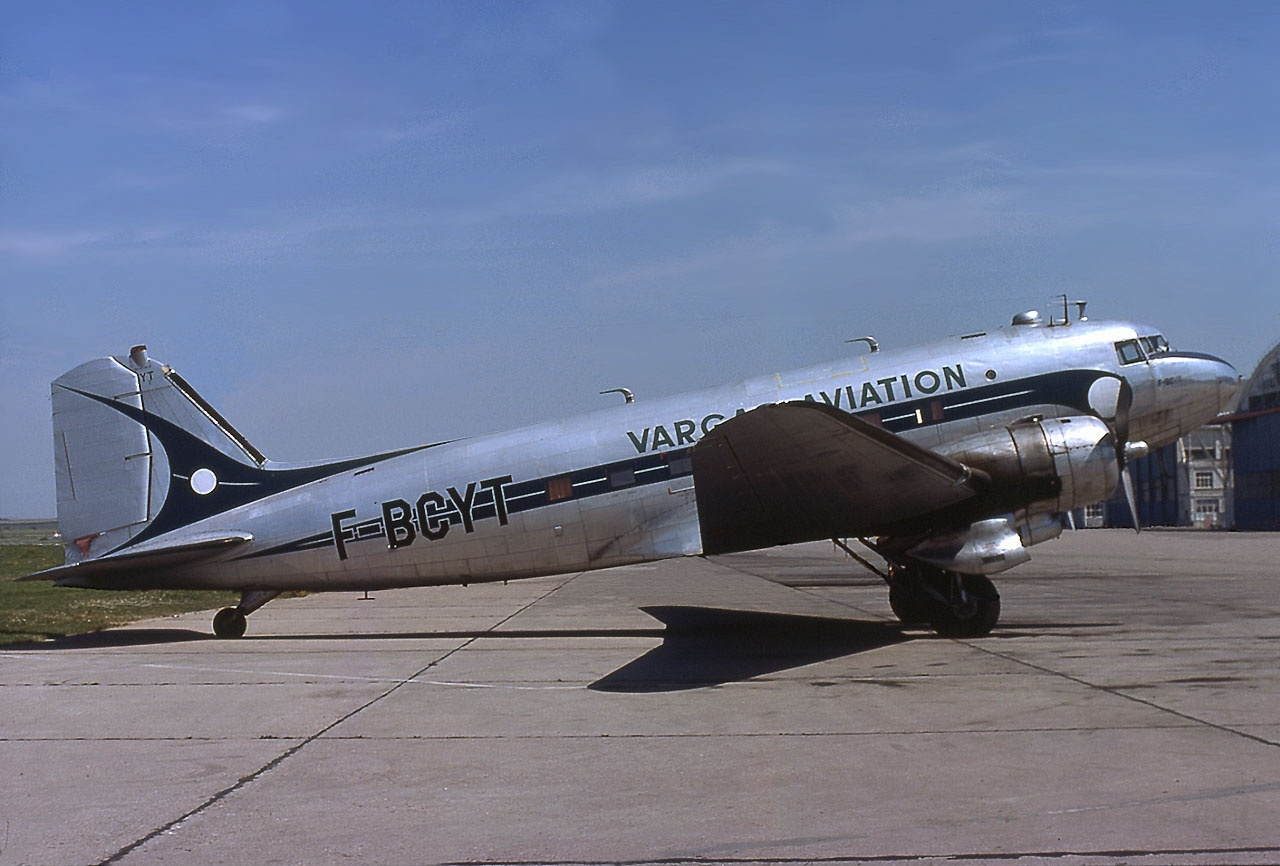
DC-3 F-BCYT Vargas Aviation au Bourget en juin 1975

C'est le 09 mars 1971 que la société d'aviation Vargas Aviation était créée par André Vargas, un poissonnier du port d'Erquy, siège social de la société d'exploitation des Etablissements Vargas.
Vargas Aviation était spécialisée dans le transport de fret notamment les produits de la mer au départ de Saint-Brieuc et Dinard.
Les avions étaient stationnés sur l'aéroport de Saint Brieuc - Ploufragan, des Douglas DC-3 venus de la flotte d'Air France, qui avaient gardé sous Vargas Aviation, les couleurs d'Air France mais sans l'hippocampe ailé (baptisé "La Crevette"), symbole de la compagnie nationale. Les DC-3 venaient du Centre d'exploitation Postale d'Air France qui deviendra plus tard l'aéropostale (certain des avions DC-3 portaient encore au début de la compagnie Vargas, le sigle des P & T).
Raymond Thiry était le chef-pilote.
Des vols contractuels ont également été opérés vers des villes portuaires comme Santander (Espagne), Shannon et Cork (Irlande) ainsi que Exeter (Royaume-Uni).
En 1972, la société Frétair, spécialiste du transports aérien d'œuvres d'art avait affrété des DC-3 à Vargas Aviation,.
La compagnie verra également l'entrée de quadrimoteurs à hélices Douglas DC-4,.
Au début de l'année 1975, Raymond Thiry se proposait de reprendre en gérance Vargas Aviation qu'il voulait appeler International Air Cargo, et se spécialiser en société de transport de fret vers la France et l'étranger. A la reprise, la flotte était alors composée de deux DC-3 et un DC-4. Un second DC-4 (F-BMMI) loué était en réparation chez Rousseau Aviation à Dinard, il sera utilisé dans une "opération spéciale".
Effectivement, Raymond Thiry s'était fait connaitre dans une opération spéciale des services secrets français en 1975, l'affaire Claustre,, où il aurait piloté un DC-4, le fameux F-BMMI qui, alors que toutes les licences de vol de Vargas Aviation étaient gelées, celle du deuxième DC-4 en réparation chez Rousseau Aviation, obtenait par miracle de Paris, seulement pour un mois, un certificat de navigabilité alors que ce dernier n'était pas en parfait état de voler. Raymond Thiry aurait été chercher des armes au Ghana, environ 200 fusils kalachnikovs avec ce cacochyme DC-4 puis direction le Tabesti au Tchad du président Tombalbaye et de Kadhafi en échange de la libération de trois journalistes de l'agence Gamma (Marie-Laure de Decker, Raymond Depardon et Jérôme Hinstin) et potentiellement une otage,, en échange, de quoi, il s'était entendu promettre de récupérer toutes ses licences de vol de ses avions Vargas Aviation.
Malheureusement, sur le retour, une panne de son appareil DC-4 au Niger en juin 1975 l'avait ruiné, il n'avait pu le récupérer, saisi par les autorités locales. L'addition montait à 300 millions d'anciens francs que le Ministère des Affaires Etrangères français n'avait jamais voulu payer.
Les DC-3 de Vargas Aviation seront repris vers 1976 par Uni Air International.

## Le réseau
- Irlande
- Royaume-Uni
- France
- Espagne

## Flotte
- Douglas Dakotas DC-3[23] immatriculés F-BCYT, F-BCYV et F-BBHKX[24],[9].
- Douglas DC-4 immatriculé F-BTGZ[9].